# Camiel Annys
Camiel Annys (Temse, 21 januari 1885 - Brugge, 19 december 1955) was een Belgisch glazenier.

## Levensloop
Camiel Annys was de oudste van de dertien kinderen van glazenier en portretschilder Oscar Annys (1861-1901) en van Pauline De Doncker. Vermoedelijk in 1887 kwam het gezin naar Brugge en begon Oscar aan zijn glazeniersatelier. 
Camiel liep school in de Brugse Kunstacademie, hoewel zijn naam niet voorkomt op de lijsten van examenuitslagen. Hij zal alvast het glazeniersvak bij zijn vader hebben aangeleerd. In 1932 nam hij deel een tentoonstelling van werk door oud-leerlingen van de Brugse Kunstacademie. 
Zodra volwassen richtte hij een eigen atelier op en kon in 1909 al glasramen leveren voor de Sint-Audomaruskerk in Westkerke. Tijdens de Eerste Wereldoorlog werd hij verwond en naar Engeland afgevoerd, waar hij na ontslag uit het leger bij een glazenier ging werken. 
Terug in Brugge trouwde hij in 1920 met Marie Dhondt (1885-1956). Ze kregen drie kinderen. Hij zette toen zijn glazeniersloopbaan verder, met regelmatige verhuizingen naar minstens een half dozijn adressen. Werk was er alvast genoeg, bij de heropbouw van talrijke kerken in de 'Verwoeste gewesten'.
Na zijn dood werden de nog hangende bestellingen uitgevoerd onder leiding van zijn zoon Stefaan Annys, die het atelier in 1955 sloot.

## Werken
- 1909: Westkerke, Sint-Audomaruskerk
- 1920: Wilskerke, Sint-Gulielmuskerk, herstellen drie ramen
- 1921: Ruddervoorde, Sint-Eligiuskerk, herstellen dertien ramen
- 1922: Niel, klooster van de zusters Annunciaden, zes ramen
- 1923: Gits, OCMW Santa Rosa, zeven ramen
- 1923: Wulvergem, Sint-Machutuskerk, drie ramen
- 1923: Booitshoeke, Sint-Audomaruskerk, zes ramen
- 1924: Westrozebeke, Sint-Bavokerk, drie ramen
- 1924: Lampernisse, Kerk van de Heilige-Kruisverheffing, zeven ramen naar ontwerp van Jules Fonteyne
- 1927: Roeselare, Klein Seminarie, zeven ramen
- 1928: Sint-Joris-ten-Distel, Sint-Joriskerk, drie ramen
- 1929: Beernem, Sint-Amandusgesticht, een raam
- 1931: Rumbeke, Sint-Henricuskerk, een raam
- 1931: Houthulst, Sint-Jan-de-Doperkerk, een raam naar ontwerp van Jules Fonteyne
- 1932: Ploegsteert, Sint-Andrieskerk, dertien ramen
- 1932: Comines-Bizet, Sint-Andreaskerk, verschillende ramen in de zijbeuken
- 1939: Celles, Sint-Kristoffelkerk, twee ramen
- 1942: Beernem, Sint-Petruskerk, vijf ramen
- 1942: Zele, Zusters van de Heilige Vincentius, twintig ramen
- 1950: Oedelem, Sint-Lambertuskerk, vijf ramen
- 1952: Assebroek, Sint-Pietersabdij, drie ramen naar ontwerpen door Roger Vandeweghe
- 1953: Jabbeke, Sint-Blasiuskerk, vier ramen